# Hochkarstzone

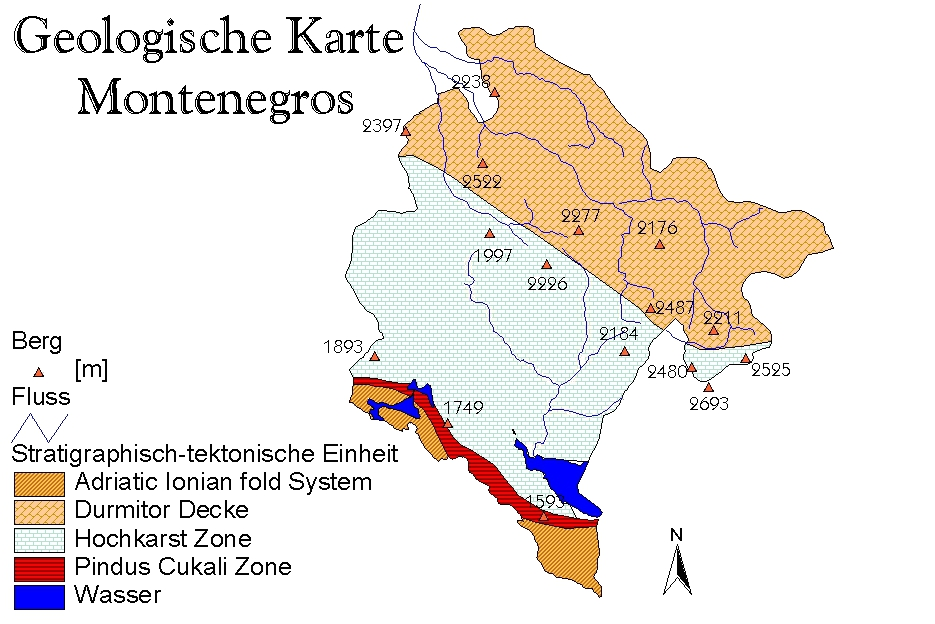
Geologisch-tektonische Zonen Montenegros. Den Hauptteil nehmen kretazische Kalkdecken der Hochkarstzone ein.

Die Hochkarst-Zone oder Hochkarst-Decke (englisch High Karst Unit oder High Karst Zone) ist eine tektonische Einheit der Balkanhalbinsel. Sie ist eine der äußeren Einheiten der Dinariden („externe Dinariden“) am Rande der Adriatischen Platte. Die äußeren Bereiche der Adriatischen Platte sind durch Karbonatplattformen der Trias bis Kreide charakterisiert. Zwischen der Hochkarstzone und dem adriatischen Rand liegen schmale Tiefseefazien, die in Griechenland Pindos-Oolonos-Zone, Krasta-Cukali-Zone in Albanien und in Montenegro Budvazone genannt werden.

## Geologie
Die tektonische Einheit besteht aus stratigraphischen Sequenzen die von der Oberkreide im Mesozoikum bis in das Eozän des Paläogen im Känozoikum reichen. Die Ablagerungen begannen mit marinen Sedimenten der Oberkreide. In der frühen Trias wurden schmale marine Karbonate und Siliziklastika als Zeichen von Schelfbedingungen abgelagert.
In der mittleren Trias herrschten Tiefseezustände. In der späten Trias wurden die Ablagerungsbedingungen seichter, worauf die Karbonatplattform sich zu bilden begann. Dies dauerte bis ins Eozän als Flyschsedimente hinzukamen.

### Grenzen
Die Budva-Cukali-Zone, in der Sedimente triassisch gebildeter Tiefseefazien bis zu Flyschablagerungen des Känozoikums enthalten sind, trennt die mehr extern liegende Karbonatplattformen der Dalmatinischen Zone von der Hochkarst-Einheit. Jedoch keilt sie im Norden zwischen Kotor und Dubrovnik aus. Nördlich davon können die Hochkarst-Einheit und die Dalmatinische Zone durch eine Überschiebung, die nordwestlich bis Split verfolgt werden kann, getrennt werden. Danach verläuft sie untermeerisch, wo sie mit der N-S-streichenden, gewundenen Split-Karlovac Verwerfung interferiert.
Im Norden wird die Hochkarstzone von der Südalpinen Zone überlagert, im Osten von der Vorkarst-Einheit sowie dem bosnischen Flysch. Die Hochkarstzone überlagert die Dalmatinische Zone im Westen und die Budva-Cukali-Zone im Südwesten. Im Süden wird die Einheit durch die Skadar-Peć-Verwerfung abgetrennt.